# Greene (Iowa)
Greene – miasto w Stanach Zjednoczonych, w stanie Iowa, w hrabstwie Butler. W 2000 roku liczyło 1099 mieszkańców.